# Cuatro Bellezas

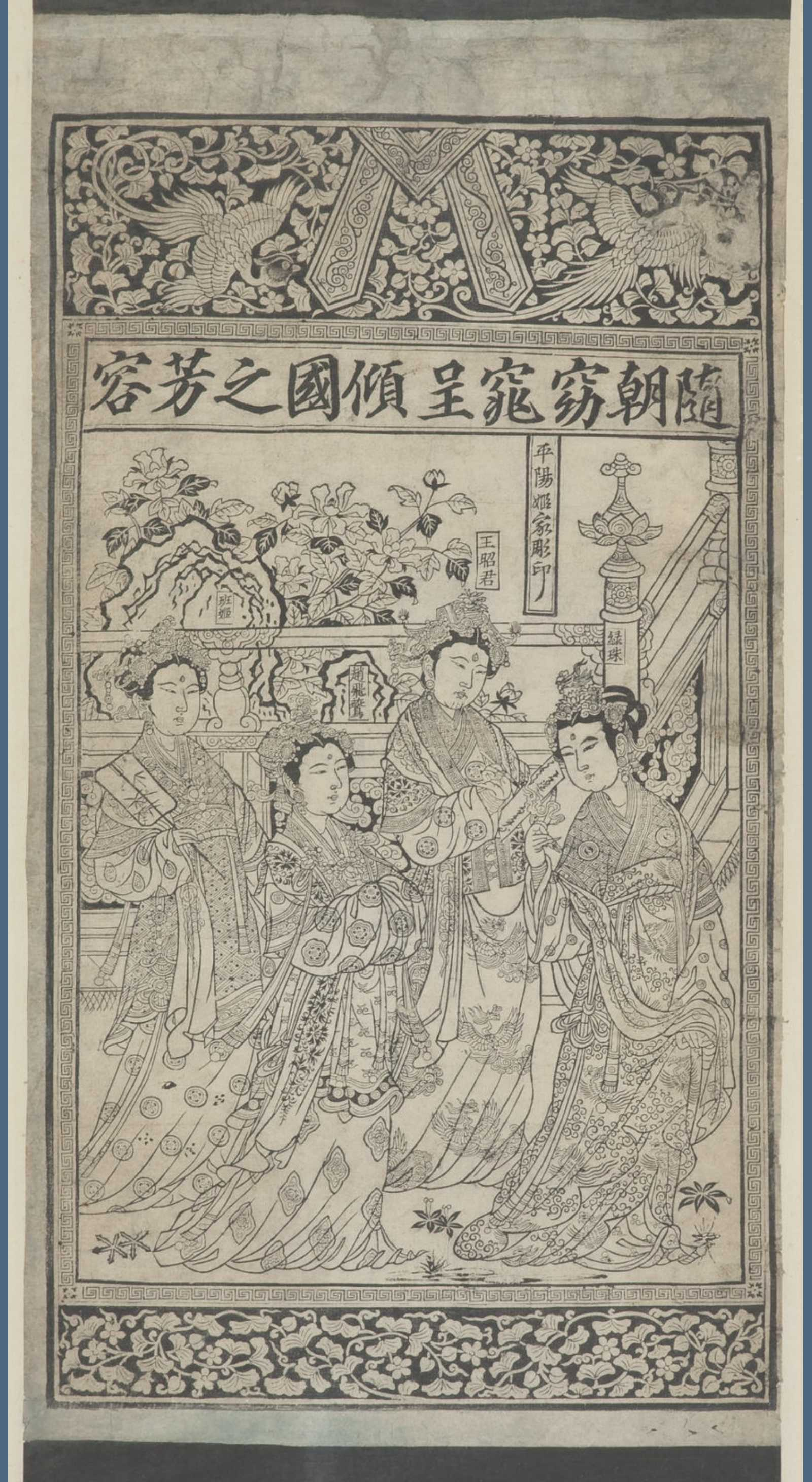
Las cuatro beldades, siglos XIII-XIV, Museo del Ermitage

Las Cuatro Bellezas o Cuatro Grandes Bellezas (四大美女) son cuatro antiguas mujeres chinas, famosas por su belleza. La escasez de registros históricos sobre ellas significaba que mucho de lo que se sabe de ellas hoy en día se tenga en gran medida por leyenda. 
Ganaron su reputación debido a la influencia que ejercieron sobre reyes y emperadores y, en consecuencia, la forma en que sus acciones afectaron la historia de China. Sin embargo, los cánones de belleza de la cultura china eran entonces muy distintos a los actuales: tez clara, pies pequeños, (como en el antiguo Occidente) y en los tiempos de la última de ellas, la dinastía Tang, una constitución que hoy en día llamaríamos obesa.
Tres de las cuatro bellezas tuvieron reinos a sus pies y su vida acabó en tragedia.

## Bellezas
Las Cuatro Grandes Bellezas vivieron en cuatro dinastías diferentes, cada una con cientos de años de diferencia respecto a la siguiente. En orden cronológico, son:
- Xi Shi (c. siglo VII a siglo VI a. C., Periodo de las Primaveras y Otoños), se dice que era tan hermosa que los peces se olvidaban de nadar y salían fuera del agua a la superficie cuando caminaba junto al río.[1]
- Wang Zhaojun (c. siglo I a. C., Dinastía Han), se dice que era tan hermosa que su aparición hacía a las aves en vuelo caer del cielo.[2]
- Diaochan (c. siglo III, finales de la Dinastía Han/Periodo de los Tres Reinos), se dice que era tan luminosamente preciosa que eclipsaba a la luna de noche, que la propia luna se asustaría de vergüenza si se comparara con su cara.[3]
- Yang Guifei (719–756, Dinastía Tang), se dice que tenía una cara que avergonzaba y marchitaba todas las flores.[4]

## Dichos
Unos dichos describen a las cuatro bellezas. El origen exacto de estas anotaciones está a debate. 
| Chino                               | Pinyin                                                           | Jyutping                                                                            | Español |
| ----------------------------------- | ---------------------------------------------------------------- | ----------------------------------------------------------------------------------- | --- |
| 西施沉魚 昭君落雁 貂嬋閉月 貴妃羞花 | xī shī chén yú zhāo jūn luò yàn diāo chán bì yuè guì fēi xiū huā | sai1 si1 cam4 jyu4 ciu1 gwan1 lok6 ngaan6 diu1 sim4 bai3 jyut6 gwai3 fei1 sau1 faa1 | Xi Shi saca a los peces del agua Wang Zhaojun hace caer a los pájaros Diaochan eclipsa a la luna Yang Guifei agosta las flores |